# Piet Cleveringa

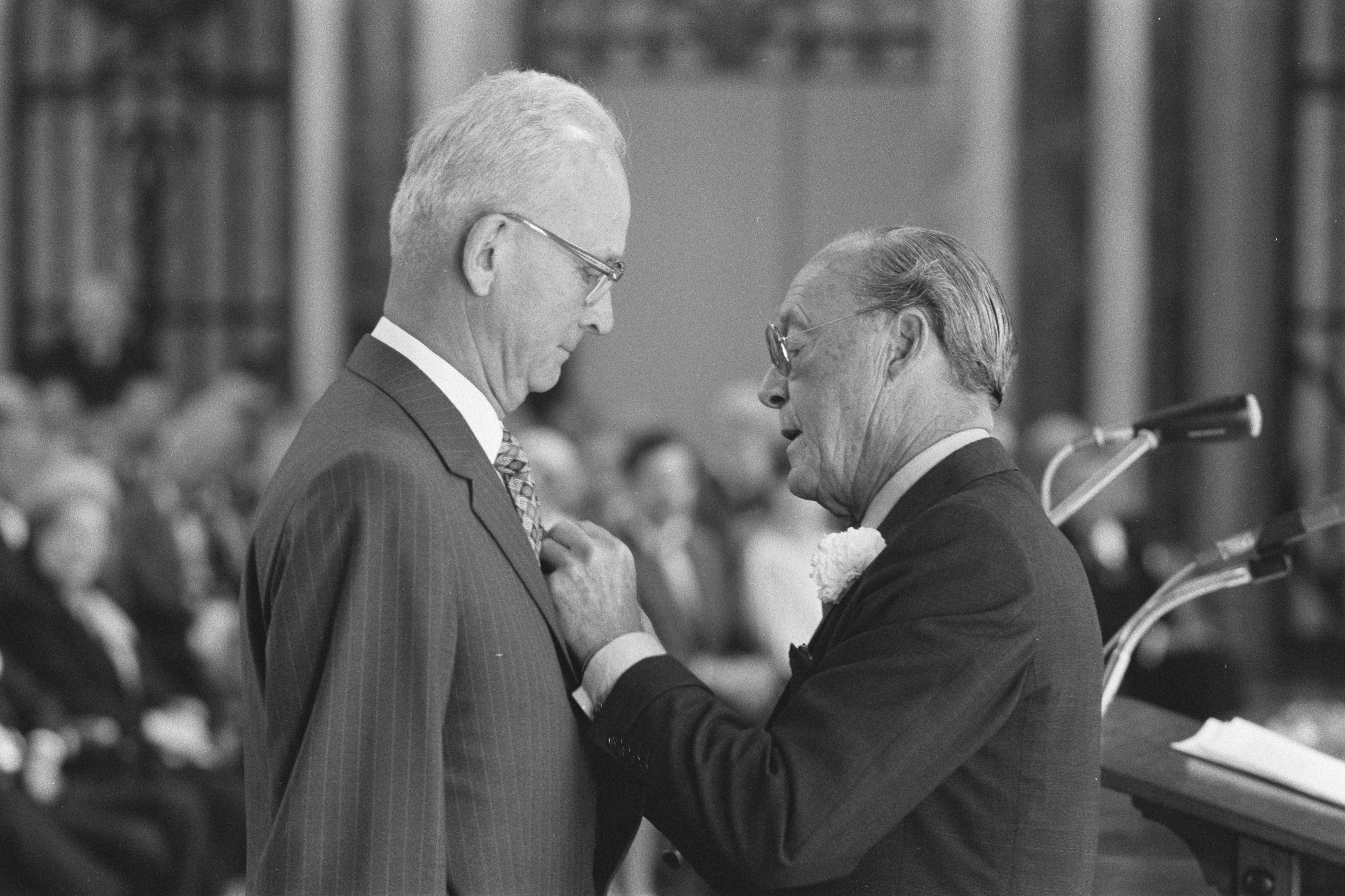
Piet Cleveringa krijgt zilveren anjer (1984)

Mr. Petrus (Piet) Cleveringa (Middelburg, 29 juli 1917 - Den Haag, 4 december 2013) was een Nederlands jurist.
Hij was zoon van Titia Meta Johanne Niemeijer en Rudolph Pabus Cleveringa uit het geslacht Cleveringa. Moeder was amateurzangeres, vader advocaat, procureur en rechter, beiden met een brede belangstelling in de muziek en toneel. Hijzelf bleef vermoedelijk ongehuwd. Piet Cleveringa was achterneef van hoogleraar Rudolph Pabus Cleveringa.
Cleveringa studeerde rechtswetenschappen aan de Universiteit Leiden (1937-1942), maar moest in 1943 afstuderen aan de Universiteit van Amsterdam omdat de bezetter die in Leiden gesloten hadden. Na via Kamp Vught naar Duitsland gezonden te zijn, kon hij vanwege ziekte terugkeren en wist vanaf toen uit Duitse handen te blijven. Hij ging werken voor het Kabinet van de commissaris van de koning en het Ministerie van Binnenlandse Zaken, meest voor politie, recherche etc. Hij was ook enige tijd raadsadviseur van genoemd ministerie. 
Al tijdens die studie zag hij in dat hij meer voor het toneel kon doen. Zo regisseerde hij het studententoneel en ging verder werken voor het amateurtoneel. Hij was niet alleen op en naast het podium te vinden, maar was tussen 1947 en 1967 ook voorzitter van de "Nederlandse Amateur Toneel Unie". Hij combineerde het deels met het voorzitterschap van de "Association Internationale du Théâtre Amateur". Een andere tak van sport was beeldende kunst; hij was tussen 1958 en 1966 voorzitter van de Haagse Kunstkring (werd daar ook erelid). Dat laatste kwam voort uit de opbouw van een grote kunstcollectie aan naoorlogse beeldende kunst, die hij soms gebruikte voor zelf te houden exposities zoals in zijn woning en aangelegenheden (De Kijkschuur) te Acquoy. Daar werd in het boerendorp eerst met een scheef oog naar zijn (neven)activiteiten gekeken, maar gaandeweg ontstond er meer belangstelling, ook toen andere kunstenaars er kwamen exposeren. De mensen in de Betuwe keken hun ogen uit toen hij na opdracht aan een aantal kunstenaars Beelden langs de Linge inrichtte; kunst in de buitenlucht. Andere spraakmakende tentoonstellingen waren Beelden en banieren (1987), Architectuur en verbeelding (1989) en Een droomhuis voor een kunstverzamelaar (samen met Mirjam IJsseling). Op het gebied van de kunst was hij autodidact al kreeg hij ondersteuning van Victorine Hefting van het Haags Gemeentemuseum, uitgever Bert Bakker en galeriehouders Ton Berends (Den Haag) en Michiel Hennus (Amsterdam). De lijst van verzamelde stukken liep aardig op met werk van Ted Carasco, Pat Andrea, Willem Hussem, Jaap Nanninga, Piet  Ouborg, Tomas Raijlich, Martin Rous, Peter Struycken, Gerard Verdijk en Co Westerik. Als belangrijkste werk werd na zijn overlijden genoemd het werk Historia Mysterio van René Daniëls.
Na het overlijden van zijn maatje Ab Stakenburg (ze werden in Acquoy De Heertjes en De Heren genoemd) deed Cleveringa het rustiger aan, ging in 1979 met vervroegd pensioen en ging ook (weer) in Den Haag (1989) wonen, al waar hij met een zwakke gezondheid (hij was hartpatiënt) exposities en toneelvoorstellingen bezocht. 
Cleveringa schonk kunst aan het Rijk, dat het weer plaatste in de diverse musea. Een deel van zijn collectie kwam in bezit van Museum De Lakenhal in Leiden, een stad die hem gunstig gezind was geweest. Hij was er oprichter van het Leids Academisch Kunstcentrum (LAK) en was tussen 1982 en 1988 voorzitter van het Leis Universiteitsfonds (LUF). Zowel het LAK, de Koninklijke Academie van Beeldende Kunsten (KABK) en De Lakenhal organiseerden exposities met werken uit zijn verzameling. De Universiteit Leiden voert het beheer over (een deel van) de Piet Cleveringa Collectie. Voor zijn inzet werd hij in 1984 onderscheiden met een Zilveren Anjer.